# Jean Monier

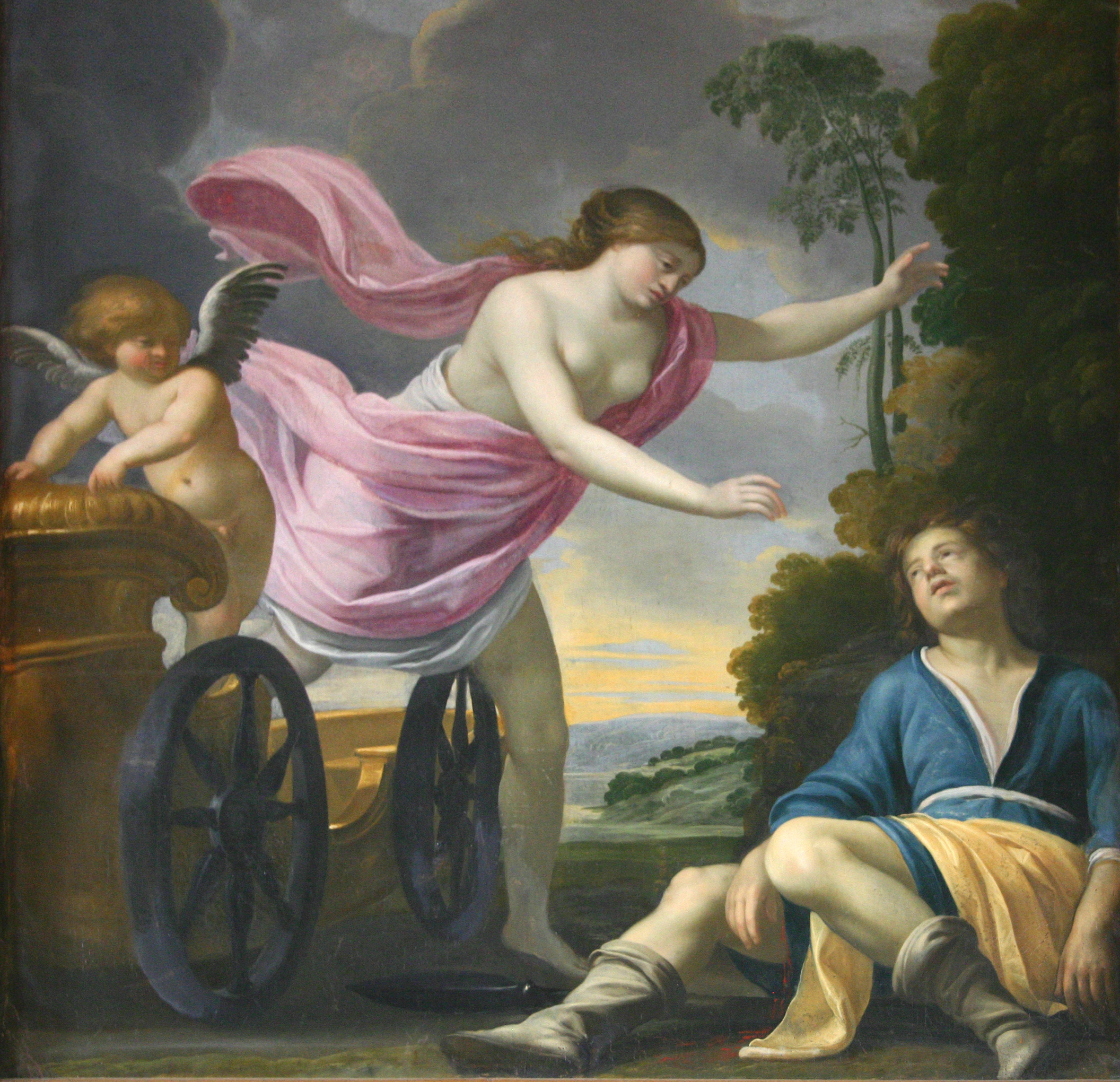
A morte de Adonis, de Jean Monier, no château de Cheverny.

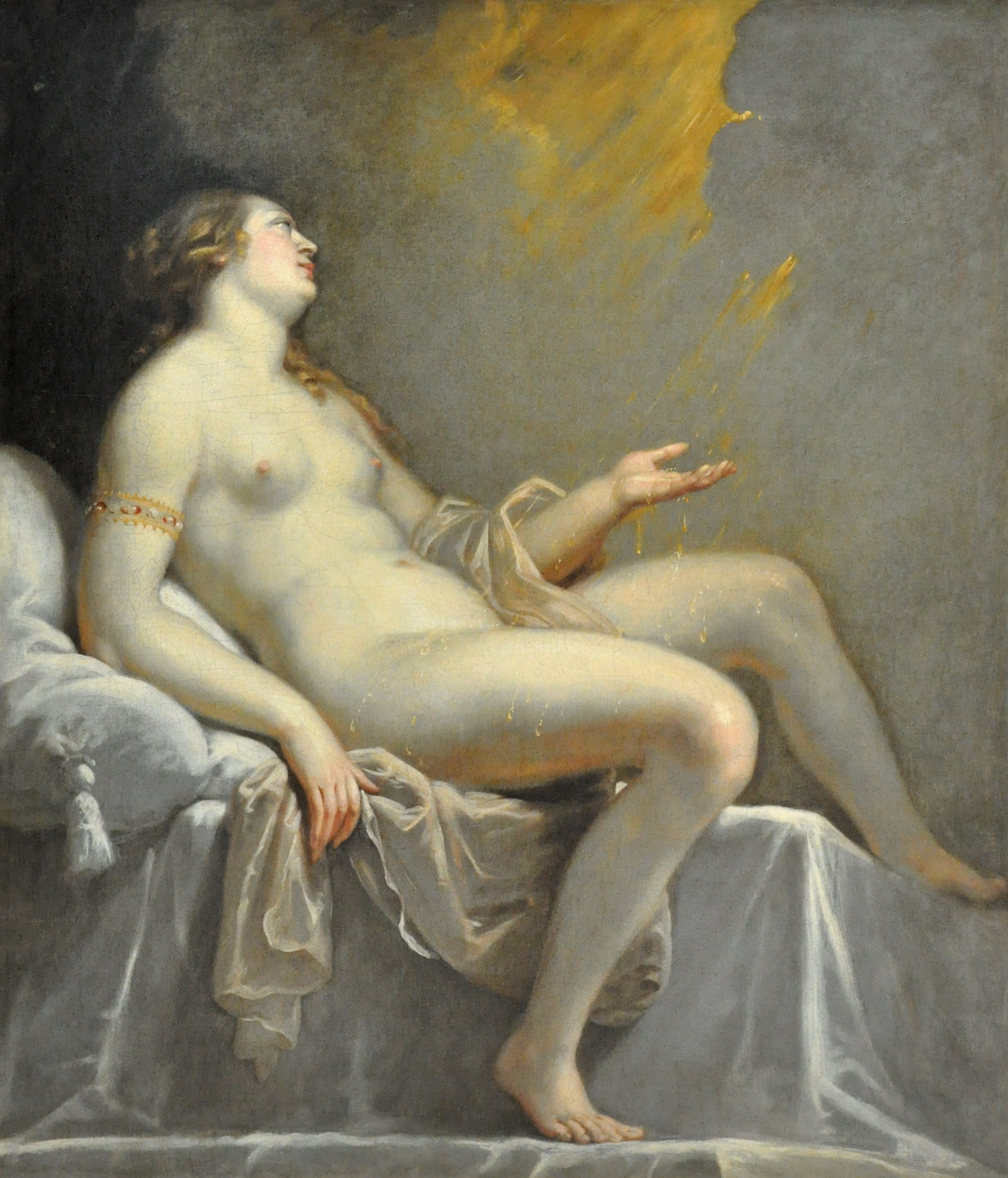
Danae

Jean Monier ou Mosnier (Blois, 1600 - 1636), foi um pintor francês. 

## Biografia
De família de pintores de vitrais, Monier foi discípulo de seu pai, Jean Monier, e desde 1617 já gozava de certa reputação.
A rainha Maria de Médici, quando esteve exilada em sua vila natal, ganhou uma pintura de Andrea Solari, conhecida como a Madonna da Almofada Verde, encomendou uma cópia a Monier que então presenteou a Cordeliers para substituir a original. A monarca ficou tão satisfeita com seu trabalho que concedeu-lhe uma pensão, e esta permitiu-lhe ir a Roma, onde ficou por oito anos e tornou-se amigo de le Poussin.
Após seu retorno à França em 1623, realizou alguns vitrais para igrejas parisienses, e uma encomenda da rainha-mãe de catorze quadros para o Palácio de Luxemburgo. Duas dessas composições ainda existem. Após algumas disputas por este trabalho, retirou-se inicialmente para Chartres e em seguida para sua cidade natal, de onde não mais saiu. Realizou ainda trabalhos que figuram em Tours, Nogent-le-Rotrou, Saumur e outros.
O pintor Pierre Mosnier, primeiro ganhador do prix de Rome de pintura, era seu irmão.